# Las Damas de la Peste
Las Damas de la Peste es una novela gráfica con guion de Javier Cosnava y dibujos de Rubén del Rincón. Cuenta la historia de tres mujeres que viven la agitada historia del siglo XX. Fe, Esperanza y Caridad son los nombres de las protagonistas que relatan, desde sus historias de vida y relaciones, la feminidad combativa en escenarios como la Revolución de Asturias de 1934, la guerra civil española, la Segunda Guerra Mundial o el Mayo del 68.

## Personajes
Los personajes principales de la novela gráfica son:
Fe: Es una joven del campo, decidida y aventurera. Participa junto a su hermano como miliciana en la Revolución de Asturias de 1934. Es una mujer de acción que cree y lucha por la justicia hasta las últimas consecuencias.

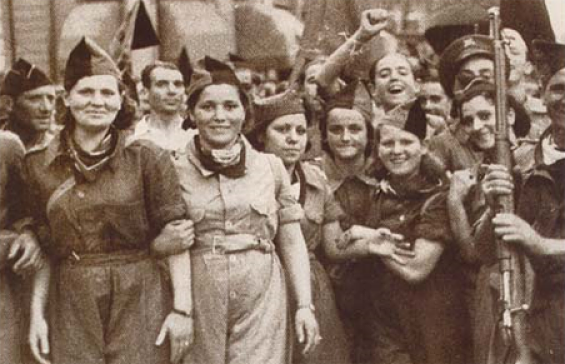
Milicianas de la CNT-FAI en 1936

Esperanza: Es una mujer valiente, una heroína. Hija de buena familia es internada en un convento para invisibilizar su orientación sexual, es lesbiana, y truncar sus sueños. Tendrá que luchar no solo por recuperar su vocación de piloto sino para ser tratada con respeto y poder vivir su libertad.
Caridad: Es maestra, femenina, delicada, romántica. Vive del amor, pero no duda en hacer lo necesario para sobrevivir y luchar por la gente que quiere.
Albert Camus: El escritor francés aparece en la historia de forma transversal, uniendo las vidas de las protagonistas a través de la historia.

## Premios
Las Damas de la Peste recibió en el 2012 el Premio Ciutat de Palma de Comic.